# Наумов, Юрий Леонидович
Ю́рий Леони́дович Нау́мов (3 мая 1962, Свердловск) — российский гитарист, композитор и поэт, лидер группы «Проходной двор».

## Биография
Юрий Наумов родился 3 мая 1962 года в Свердловске в семье врачей. Весной 1968 года впервые услышал The Beatles и уже тогда решил стать музыкантом. В октябре 1970 года семья Наумовых переехала в Новосибирск. 30 января 1974 года отец подарил Юрию Наумову гитару.

### Новосибирск
В 1978 году, учась в школе, Наумов играл в группе, бас-гитаристом которой был Дмитрий Селиванов, впоследствии один из основателей «Калинова моста» и «Промышленной архитектуры». Кроме того, посещая репетиции студенческих групп НЭТИ, познакомился со многими знаменитыми в дальнейшем музыкантами — Дмитрием Ревякиным, с основателями самой известной в то время новосибирской группы «Ломбард» Владимиром Бугайцом и Геннадием Пестуновым (позже «Небесное Электричество»), звукорежиссёром и будущим директором «Калинова моста» Александром Кирилловым. Окончив школу, Юрий Наумов по настоянию отца поступил в Новосибирский медицинский институт.
В январе 1983 года была образована группа «Проходной двор», в которую Юрий Наумов (вокал, гитара, бас-гитара, музыка, тексты) пригласил Владимира Зотова (ударные) и Олега Курохтина (гитара). Иногда на концертах им помогал бас-гитарист «Ломбарда» Геннадий Пестунов.

### Ленинград
Переехав в Ленинград, Наумов принял предложение писателя А. Житинского стать его секретарём, чтобы как-то разрешить проблему прописки. В 1987 году Наумов становится л лауреатом V Ленинградского рок-фестиваля, и даже пытается воссоздать в новом составе «Проходной двор», с которым участвует в VI фестивале Ленинградского рок-клуба. В январе 1990 он выступил на фестивале «Рок-акустика—90» в Череповце. Много гастролировал по стране, выступая в небольших залах и давая квартирники.
29 октября 1990 года Юрий Наумов эмигрировал в США.

### В США
Обосновался в Нью-Йорке. Вопреки мнению скептиков, Наумов продолжает зарабатывать на жизнь исключительно музыкой, играет в клубах, а начиная с 1994 регулярно приезжает на гастроли в Россию. В Петербурге Юрий Наумов с программой «Петербургскому Ангелу» впервые после отъезда в США выступил в 2002 году. В США был награждён премией мира за вклад в развитие культуры.

### ЮНИТ
В течение последних 23 лет со времени распада «Проходного двора» Юрий Наумов выступал сольно. С 2010 года он начал экспериментировать с разными музыкантами, в основном — в однократных проектах и концертах. С 2012 года началось постоянное сотрудничество с профессиональным мультиинструменталистом Игорем Трусовым, присоединившимся к Юрию в качестве сценического перкуссиониста, ознаменовавшее собой рождение дуэта «ЮНИТ» в конце 2013 года и новый этап в поисках «Звукового Художника».

### NP-Project и альбом «Эскапист»

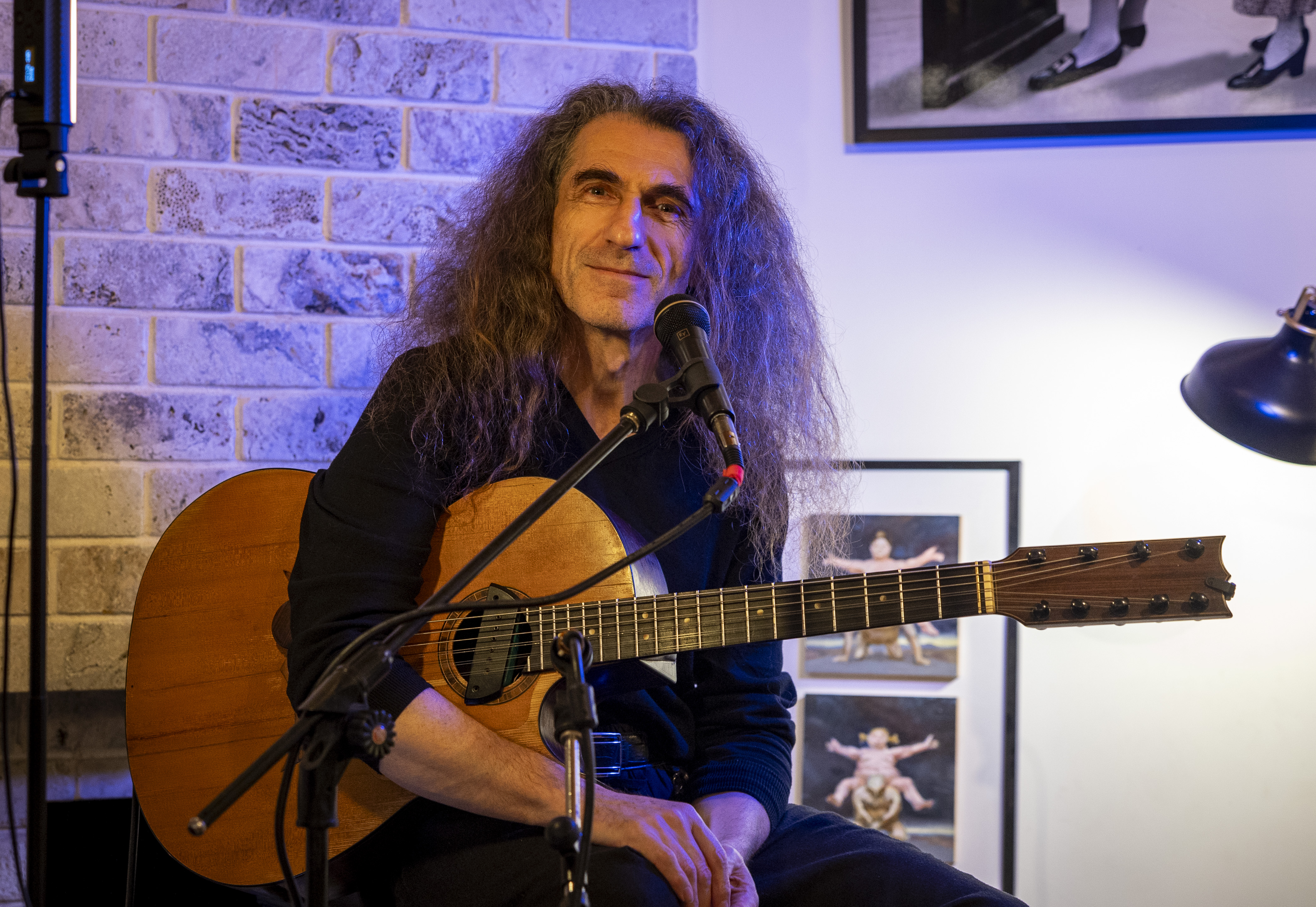
Юрий Наумов. Выступление в BoHouse Art. Израиль. 2024

В 2014 году появилась идея нового рок-симфонического альбома «Эскапист», которую музыкант вынашивал много лет. Это первый альбом артиста, полностью созданный на средства поклонников. В 2014—2015 годах на краудфандинговой платформе Planeta.ru был запущен проект в поддержку финансирования записи диска. Как только необходимая сумма была собрана, начался активный поиск талантливых рок-симфонических музыкантов. В первую очередь встал вопрос о классном тяжелом рок-барабанщике и единомышленнике. В 2015 году выбор пал на молодого талантливого московского барабанщика Никиту Павлова, с которым Юрий начинает сотрудничество, образует дуэт NP-Project, играет серию концертов в России, а затем в 2017—2018 годах записывает все барабанные партии для альбома «Эскапист». Помимо Н. Павлова в записи пластинки приняли участие Андрей Березин (виолончель), Ян Максин (виолончель), Олег Сакмаров (флейта), Надежда Мейксон (скрипка), Борис Плотников (губная гармоника) и Ксения Федулова (электрогитара). Все сложные симфонические партии альбома «Эскапист», музыка и тексты песен сочинены и аранжированы Юрием Наумовым.

## Критика
Один из немногих представителей русского рока, который не имитировал стиль западных рок-групп, но сумел сделать равнозначный вклад в мировую музыкальную культуру.«Московский комсомолец»

## Дискография

### Магнитоальбомы
- 1983 — Депрессия
- 1986 — Блюз в тысячу дней
- 1987 — Не поддающийся проверке
- 1988 — Перекати-поле

### CD
- 1996 — Violet (Фиолетовый Альбом)
- 2001 — Гитарные истории
- 2011 — LUCIDUS (альбом Алисы Апрелевой, мастеринг — Юрий Наумов[6])
- 2012 — Two Fates. Второй диск из проекта Вадима Астрахана «Высоцкий на английском» (мастеринг и продакшн — Ю. Н.)
- 2018 — Эскапист

### Концертные альбомы
- 1988 — Алиса. Акустика. Часть 2
- 1994 — Московский Буги
- 2004 — Рождён чтоб играть (Диск 1)
- 2005 — Рождён чтоб играть (Диск 2)
- 2007 — Russian Blues Live
- 2008 — Рок как будто блюз

### DVD
- 2008 — Рок как будто блюз

## Факты
- Назван журналом The New Yorker «Человеком-Оркестром», который на одном инструменте играет так, будто одновременно звучат как минимум 3 гитары, бас, ритм и соло[7].
- Был дружен с мыслителем и философом Александром Зиновьевым, проспонсировал первое издание его сочинений в России[8].